# Chetia flaviventris
Espèce
Statut de conservation UICN

 LC  : Préoccupation mineure
Chetia flaviventris est un poisson de la famille des Cichlidae.